# 唐納·里克斯
唐納·里克斯（英語：Donald Rix，1931年—2009年11月6日）是一名加拿大的病理學醫生、商人及慈善家。

## 生平小傳
唐納·里克斯出生於加拿大安大略省奧瑞拉市，於1951年及1957年兩次於西安大略大學畢業，分別取得文學士和醫學士學位。畢業後，他定居於英屬哥倫比亞省溫哥華市行醫，也在隨後成為英屬哥倫比亞大學和英屬哥倫比亞理工學院的講師。
里克斯熱衷於醫藥、文化和教育慈善事業，英屬哥倫比亞省內有許多機構受過他的捐贈及捐款。他是英屬哥倫比亞省醫學協會慈善基金的創辦人，也是省內多處醫院基金會的領導人。溫哥華美術館和溫哥華歌劇院都受過他的贊助。他也曾參與省內多處高等教育的理事會，幫助推動及擴展各大學的醫療學部。

## 獲獎經歷
唐納·里克斯獲得多項獎項，包括2002年的伊莉莎白二世金禧紀念章、2004年的英屬哥倫比亞省勳章、2007年的加拿大勳章等。英屬哥倫比亞大學、英屬哥倫比亞理工學院、英屬哥倫比亞律政學院、西門菲莎大學、維多利亞大學、北英屬哥倫比亞大學、和西安大略大學皆有授予里克斯名譽學位。